# 信息、通信与社会
《信息、通信与社会》（英文：Information, Communication & Society）是一本同行评价的学术期刊，内容涵盖信息时代当中数字媒体的作用。期刊创办于1998年，由劳特里奇出版社出版。杂志主编是Brian Loader（约克大学 (英国)）。根据期刊引证报告，该期刊2018年的影响因子为4.124，在88份“通信类”期刊中排名第4，在148份“社会学”期刊中排名第5。